# Halowe Mistrzostwa Świata w Lekkoatletyce 2024 – bieg na 3000 m kobiet
Bieg na 3000 metrów kobiet – jedna z konkurencji biegowych rozgrywanych podczas halowych lekkoatletycznych mistrzostw świata w Emirates Arena w Glasgow.
Tytułu mistrzowskiego z 2022 nie obroniła Lemlem Hailu.

## Terminarz
Źródło: worldathletics.org.
| Data    | Godzina |       |
| ------- | ------- | ----- |
| 2 marca | 20:15   | Finał |

## Rekordy
Tabela prezentuje rekord świata, rekord halowych mistrzostw świata, rekordy kontynentów oraz najlepszy wynik na listach światowych w 2024 przed rozpoczęciem mistrzostw.
|                            | Zawodniczka       | Wynik   | Miejsce      | Data                | Źródło |
| -------------------------- | ----------------- | ------- | ------------ | ------------------- | ------ |
| Rekord świata              | Genzebe Dibaba    | 8:16,60 | Sztokholm    | 6 lutego 2014(dts)  | [ 2 ]  |
| Rekord mistrzostw świata   | Elly van Hulst    | 8:33,82 | Budapeszt    | 4 marca 1989(dts)   | [ 2 ]  |
| Rekord Afryki              | Genzebe Dibaba    | 8:16,60 | Sztokholm    | 6 lutego 2014(dts)  | [ 3 ]  |
| Rekord Ameryki Południowej | Fedra Aldana Luna | 8:57,59 | Val-de-Reuil | 4 lutego 2023(dts)  | [ 4 ]  |
| Rekord Ameryki Północnej   | Alicia Monson     | 8:25,05 | Nowy Jork    | 11 lutego 2023(dts) | [ 5 ]  |
| Rekord Australii i Oceanii | Jessica Hull      | 8:24,93 | Boston       | 4 lutego 2024(dts)  | [ 6 ]  |
| Rekord Azji                | Winfred Yavi      | 8:39,64 | Val-de-Reuil | 14 lutego 2020(dts) | [ 7 ]  |
| Rekord Europy              | Laura Muir        | 8:26,41 | Karlsruhe    | 4 lutego 2017(dts)  | [ 8 ]  |
| Listy światowe             | Gudaf Tsegay      | 8:17,11 | Liévin       | 10 lutego 2024(dts) | [ 2 ]  |

## Wyniki

### Finał
Źródło: worldathletics.org.
| Pozycja | Zawodniczka             | Państwo           | Czas    | Uwagi   |
| ------- | ----------------------- | ----------------- | ------- | ------- |
| 01 !    | Elle Purrier St. Pierre | Stany Zjednoczone | 8:20,87 | CR · AR |
| 02 !    | Gudaf Tsegay            | Etiopia           | 8:21,13 |         |
| 03 !    | Beatrice Chepkoech      | Kenia             | 8:22,68 | NR      |
| 4.      | Jessica Hull            | Australia         | 8:24,39 | AR      |
| 5.      | Laura Muir              | Wielka Brytania   | 8:29,76 | SB      |
| 6.      | Lemlem Hailu            | Etiopia           | 8:30,36 | SB      |
| 7.      | Hirut Meshesha          | Etiopia           | 8:34,61 |         |
| 8.      | Nozomi Tanaka           | Japonia           | 8:36,03 | AR      |
| 9.      | Teresia Muthoni Gateri  | Kenia             | 8:38,96 | SB      |
| 10.     | Marta García            | Hiszpania         | 8:40,34 |         |
| 11.     | Josette Andrews         | Stany Zjednoczone | 8:41,93 | SB      |
| 12.     | Hannah Nuttall          | Wielka Brytania   | 8:48,24 |         |
| 13.     | Ludovica Cavalli        | Włochy            | 8:48,46 |         |
| 14.     | Águeda Marqués          | Hiszpania         | 8:48,57 |         |
| 15.     | Roisin Flanagan         | Irlandia          | 8:53,02 | PB      |
| 16.     | Emeline Imanizabayo     | Rwanda            | 9:28,58 | PB      |